# Похоронний конус
Похоронний конус - конуси з необпаленої глини з ім'ям покійного. Такі конуси знаходили в гробницях Фіванського некрополя, переважно в районі сучасних сіл Асасіф та Курна. Були у вжитку при XI - XXVI династіях.

## Опис

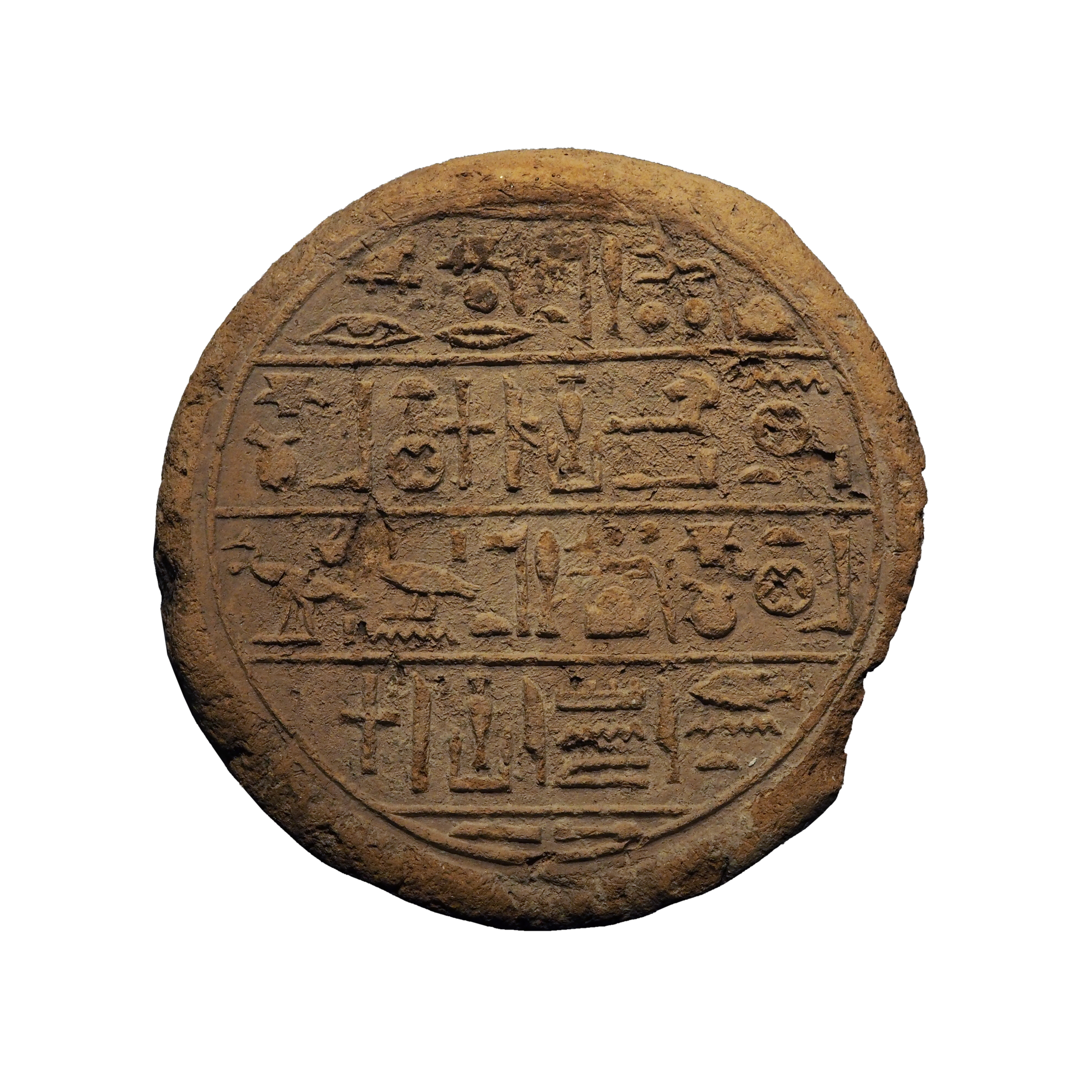
Конус з Баси, жерця та мера Фів, XXVI династія

Розміром похоронні конуси різні, але найчастіше мають 10 дюймів (25,4 см) у висоту та 3 (7,62 см) у діаметрі. Плоска основа прикрашена написами з ім'ям та титулом господаря гробниці. Ці написи, очевидно, наносилися у техніці кліше чи відбитків. Надписані підстави покривалися блакитною, білою чи червоною фарбою.

## Призначення
Призначення конусів невідоме. Одні вчені пов'язують їх із солярним символом, інші - з архітектурою (дерев'яні балки в будинку). Можливо, конуси клали родичі на знак пошани померлого, як у деяких культурах залишають каміння. У Єгипті зустрічаються цілі кургани з каміння, але у Фівах на якийсь момент їх замінили конусами.
На думку доктора Бірча, у цих конусах слід бачити моделі хліба або печива, які розміщуються в гробниці. Малоймовірно, що ці конуси служили печатками, оскільки іноді вони плоскі і мають форму трикутника з кількома копіями одного й того ж напису.